# 赖莉·布盖
克丽丝滕·赖莉·西·布盖（英語：Kristen Ryley Sy Bugay；1996年1月23日—），菲律宾和美国女子足球运动员，司职中场，目前效力于菲律宾国家女子足球队。她曾代表菲律宾参加2022年亚足联女子亚洲杯和2023年国际足联女子世界杯等多场国际赛事。